# Minipati
Minipati (ミニパティ, também conhecido como Miniparti ou Mini-Patissier) é um grupo idol japonês, sendo um subgrupo de Sakura Gakuin. O grupo faz parte dos clubes extracurriculares do Sakura Gakuin, sendo o Clube de Culinária (クッキング部, Kukkingu-bu). A formação atual do grupo conta com Hana Taguchi, Yui Mizuno e Moa Kikuchi. Apesar de ser um subgrupo de Sakura Gakuin, grupo esse que foi formado em 2010, Minipati foi originalmente formado em 2009 com sua antiga formação.

## História
O grupo foi formado no verão de 2009, com sua formação contando com Raura Iida, Marina Horiuchi e Nene Sugisaki, como parte do projeto "FOOD ACTION NIPPON" realizado em janeiro de 2009 pela agência de talentos Amuse juntamente com o Ministério da Agricultura, Florestas e Pescas. O tema do projeto foi agricultura e educação alimentar. Em 2010, o Sakura Gakuin foi formado, e o Minipati passou a ser um de seus clubes extracurriculares, com o tema de culinária.
Em abril de 2010, o Sakura Gakuin lançou seu álbum de estreia, onde duas canções do Minipati foram incluídas; "Happy Birthday" e "Princess☆a la mode", essa última disponível somente em sua edição regular. Em 2011 sua formação mudou para Hana Taguchi, Yui Mizuno e Moa Kikuchi; essa formação gravou a canção "Yokubari Fille" para o álbum Sakura Gakuin 2011 Nendo ~Friends~ (2012), do Sakura Gakuin. Em 2013 o grupo gravou duas canções, "Miracle♪Pattyful♪Hamburguer", disponível no álbum Sakura Gakuin 2012 Nendo ~My Generation~ e "Acha! Cha! Kare", disponível como lado B da edição limitada tipo B do single "Ganbare!!". O grupo gravou a canção "Shi Yanarihan Nari Dorayaki Musume" para o álbum Sakura Gakuin 2013 Nendo ~Kizuna~ (2014), do Sakura Gakuin.
Além de gravar canções para álbuns/singles do Sakura Gakuin, Minipati se apresenta em eventos e festivais ao vivo.
Em 29 de março, Sakura Gakuin realizou seu concerto anual de graduação, The Road to Graduation 2014 Final ~Sakura Gakuin 2014 Nendo Sotsugyo~, onde Hana Taguchi, Yui Mizuno e Moa Kikuchi deixaram o grupo, além de deixarem os subgrupos em que integravam.

## Integrantes

### Ex-integrantes
Primeira formação
| Nome            | Nome       | Nome            | Cor     | Data de nascimento / idade    | Local de origem |
| Romanização     | Kanji      | Hiragana        | Cor     | Data de nascimento / idade    | Local de origem |
| --------------- | ---------- | --------------- | ------- | ----------------------------- | --------------- |
| Raura Iida      | 飯田來麗   | いいだ らうら   | Rosa    | 9 de abril de 1998 (26 anos)  | Tóquio          |
| Marina Horiuchi | 堀内まり菜 | ほりうち まりな | Amarelo | 29 de abril de 1998 (26 anos) | Tóquio          |
| Nene Sugisaki   | 杉﨑寧々   | すぎさき ねね   | Verde   | 8 de maio de 1998 (26 anos)   | Ibaraki         |

Segunda formação
| Nome         | Nome     | Nome        | Cor     | Data de nascimento / idade    | Local de origem |
| Romanização  | Kanji    | Hiragana    | Cor     | Data de nascimento / idade    | Local de origem |
| ------------ | -------- | ----------- | ------- | ----------------------------- | --------------- |
| Hana Taguchi | 田口華   | たぐち はな | Rosa    | 4 de março de 2000 (25 anos)  | Nagano          |
| Yui Mizuno   | 水野由結 | みずの ゆい | Amarelo | 19 de junho de 1999 (25 anos) | Kanagawa        |
| Moa Kikuchi  | 菊地最愛 | きくち もあ | Verde   | 4 de julho de 1999 (25 anos)  | Aichi           |

Terceira formação
| Nome           | Nome       | Nome            | Cor     | Data de nascimento / idade      | Local de origem |
| Romanização    | Kanji      | Hiragana        | Cor     | Data de nascimento / idade      | Local de origem |
| -------------- | ---------- | --------------- | ------- | ------------------------------- | --------------- |
| Aiko Yamaide   | 山出愛子   | やまいで あいこ | Rosa    | 1 de dezembro de 2002 (22 anos) | Kagoshima       |
| Momoko Okazaki | 岡崎百々子 | おかざき ももこ | Amarelo | 3 de março de 2003 (22 anos)    | Kanagawa        |
| Marin Hidaka   | 日髙麻鈴   | ひだか まりん   | Verde   | 1 de dezembro de 2003 (21 anos) | Kanagawa        |

## Canções

### Canções em álbuns do Sakura Gakuin
| No. | Canção                                               | Nome do álbum                                 | Data de lançamento   |
| --- | ---------------------------------------------------- | --------------------------------------------- | -------------------- |
| 1   | "Happy Birthday" (#4)                                | Sakura Gakuin 2010 Nendo ~message~            | 27 de abril de 2011  |
| 2   | "Princess☆a la mode" (#5; somente na edição regular) | Sakura Gakuin 2010 Nendo ~message~            | 27 de abril de 2011  |
| 3   | "Yokubari Fille" (#6)                                | Sakura Gakuin 2011 Nendo ~Friends~            | 21 de março de 2012  |
| 4   | "Miracle♪Pattyful♪Hamburguer" (#4)                   | Sakura Gakuin 2012 Nendo ~My Generation~      | 13 de março de 2013  |
| 5   | "Acha! Cha! Kare" (#2; edição limitada tipo B)       | "Ganbare!!" (single)                          | 9 de outubro de 2013 |
| 6   | "Shanari Hannari Dorayaki Hime" (#5)                 | Sakura Gakuin 2013 Nendo ~Kizuna~             | 12 de março de 2014  |
| 7   | "Yokubari Fille" (#7)                                | Houkago Anthology from Sakura Gakuin          | 5 de maio de 2014    |
| 8   | "Miracle♪Pattyful♪Hamburguer" (#8)                   | Houkago Anthology from Sakura Gakuin          | 5 de maio de 2014    |
| 9   | "Hirari! Kirakira Yamiyami Museum" (#6)              | Sakura Gakuin 2014 Nendo ~Kimi ni Todoke~     | 25 de março de 2015  |
| 10  | "Jacapara Goo Goo Omu-raisu" (#5)                    | Sakura Gakuin 2015 Nendo ~Kirameki no Kakera~ | 3 de março de 2016   |
| 11  | "Dabada Salad de C'est bon Avenue" (#5)              | Sakura Gakuin 2016 Nendo ~Yakusoku~           | 3 de março de 2017   |

### Participações em DVDs do Sakura Gakuin
| No. | Canção                                    | Título do DVD                                                     | Data de lançamento         |
| --- | ----------------------------------------- | ----------------------------------------------------------------- | -------------------------- |
| 1   | "Yokubari Fille" (#5)                     | Sakura Gakuin First Live & Documentary 2010 to 2011 ~Smile~       | 27 de junho de 2012        |
| 2   | "Miracle♪Pattyful♪Hamburguer" (#5)        | The Road to Graduation Final ~Sakura Gakuin 2012 Nendo Sotsugyou~ | 3 de Julho de 2013         |
| 3   | "Yokubari Fille" (#5)                     | Sakura Gakuin Festival 2013 -Live Edition-                        | 12 de fevereiro de 2014    |
| 4   | "Acha! Cha! Kare" (#6)                    | Sakura Gakuin Festival 2013 -Live Edition-                        | 12 de fevereiro de 2014    |
| 5   | "Acha! Cha! Kare" (#8; disco 2)           | Sakura Gakuin The Road to Graduation 2013 ~Kizuna~                | 23 de julho de 2014        |
| 6   | "Shi Yanarihan Nari Dorayaki Musume" (#9) | Sakura Gakuin The Road to Graduation 2013 ~Kizuna~                | 23 de julho de 2014        |
| 7   | Minipati? Especial Medley 2014 (#9)       | Sakura Gakuin The Road to Graduation 2014 ~Kimi ni Todoke~        | 7 de julho de 2015         |
| 8   | "Jacapara Goo Goo Omu-raisu" (#9)         | Sakura Gakuin The Road to Graduation 2015 ~Kirameki no Kakera~    | 7 de julho de 2016         |
| 9   | "Dabada Salad de C'est bon Avenue" (#6)   | Sakura Gakuin The Road to Graduation 2016 ~Yakusoku~              | 7 de julho de 2017         |
| 10  | Terceira Minipati Medley (#6)             | Sakura Gakuin The Road to Graduation 2017 ~My Road~               | julho de 2018 (programado) |